# Funció de producció de Leontief

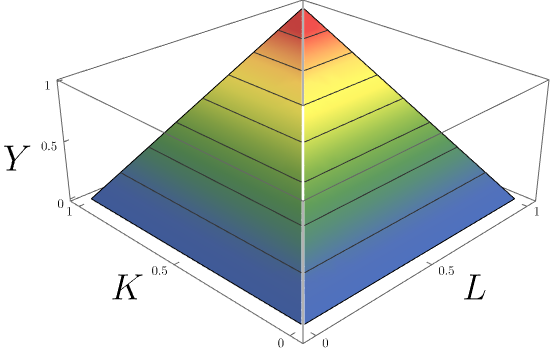
Funció de producció Leontief de dues entrades amb isoquantes

En economia, la funció de producció de Leontief o funció de producció de proporcions fixes és una funció de producció que implica que els factors de producció que s'utilitzaran, ho faran en proporcions fixes (tecnològicament predeterminades), ja que no hi ha substitubilitat entre factors. Va rebre el nom de Wassily Leontief i representa un cas límit de l'elasticitat constant de la funció de producció de substitució.
Per al cas simple d'un bé que es produeix amb dues entrades, la funció és de la forma
{\displaystyle q={\text{Min}}\left({\frac {z_{1}}{a}},{\frac {z_{2}}{b}}\right)}
on q és la quantitat de sortida produïda, z1 i z₂ són les quantitats utilitzades d'entrada 1 i d'entrada 2 respectivament, i a i b són constants determinades tecnològicament.

## Exemple
Suposem que els productes intermedis "pneumàtics" i "volants" s'utilitzen en la producció d'automòbils (per a la simplicitat de l'exemple, amb l'exclusió de qualsevol altra cosa). Aleshores, a la fórmula anterior, q es refereix al nombre d'automòbils produïts, z1 es refereix al nombre de pneumàtics utilitzats i z₂ es refereix al nombre de volants utilitzats. Suposant que cada cotxe es produeix amb 4 pneumàtics i 1 volant, la funció de producció de Leontief és
Nombre de cotxes = Min{1⁄4 vegades el nombre de pneumàtics, 1 vegades el nombre de volants}.